# Ronda Este de Granada
La Ronda Este de Granada es una ronda urbana que funcionaría como circunvalación de la ciudad española de Granada por su lado este. Con su construcción se podría circunvalar la ciudad completa por autovía, por lo que al proyecto se le denomina frecuentemente «Cierre del anillo».
Actualmente su desarrollo se encuentra paralizado debido a la oposición al proyecto del Patronato de la Alhambra, y a la espera de nuevos informes que evalúen de forma correcta el impacto que tendría su construcción.

## Historia
En 1992 se inaugura el tramo de la Autovía de la Costa Tropical entre Albolote y Alhendín que a su paso por la ciudad funciona como Circunvalación de Granada. Esta circunvalación recorre un eje lineal norte-sur al oeste de la ciudad y soporta un tráfico de más de 120.000 vehículos al día. En 1995 se inaugura la Ronda Sur, que desemboca en la anterior circunvalación, de modo que Granada queda rodeada por autovía aproximadamente en la mitad de su perímetro. Con la inauguración del conjunto anterior se planea la construcción de una circunvalación completa alrededor de todo el perímetro de la ciudad, como es habitual en otras ciudades. Sin embargo, el terreno montañoso de la zona este obligaría a una costosa obra de ingeniería para servir a mucha menor población que el resto de las rondas de Granada, por lo que su desarrollo definitivo se ha ido postponiendo.
El primer proyecto parte de un particular que por afición desarrolla la idea, el ayuntamiento la acogió y la plasmó en el Plan General de Ordenación Urbana. Tras las elecciones municipales de 1999 el ayuntamiento quedó en manos de PSOE, IU y PA, que dejaron aparcado el proyecto. Durante la campaña de las elecciones municipales de 2003 el PP volvió a retomar el proyecto, aunque durante su mandato no se llegó a tomar ninguna decisión firme. En la siguiente campaña, la de las elecciones municipales de 2007, tanto PSOE como PP se muestran favorables al «cierre del anillo» y lo renombran como «Ronda Este Metropolitana».
Los primeros estudios encargados indicaban que la ronda debería de pasar por varios municipios, por lo que la jurisdicción sobre la infraestructura pasa del ayuntamiento de Granada a la Junta de Andalucía. La Junta de Andalucía encarga un estudio informativo el 24 de enero de 2007. El estudio informativo propuso 10 alternativas diferentes de trazado, de las cuales se eligieron 3 que fueron objeto de un estudio de viabilidad.
En el periodo de alegaciones se presentaron unas mil, de las cuales la más importante es la presentada por parte del Patronato de la Alhambra, que denuncia falta de rigor en la realización de los estudios ambientales y un impacto inasumible para el monumento. La importancia de esta alegación ha llevado a que el proyecto se encuentre paralizado hasta que no se conozcan los resultados de un informe independiente, que está siendo elaborado por la UNESCO.

## Características técnicas
La alternativa finalmente seleccionada es la más larga de entre las 10 posibles. Es la más cercana a la ciudad en la parte norte y la más alejada en la parte sur. Parte de la A-92 en el municipio de Jun, recorre el este de la ciudad junto a El Fargue y conecta con la A-395 al sur del municipio de Cenes de la Vega. Este trazado necesita que la A-395 sea transformada de vía rápida a autovía entre la conexión y los túneles del Serrallo, donde comienza la Ronda Sur. Es la opción más barata, 147 millones de euros, ya que es la única que no tendría que realizarse en su mayor parte en túnel, lo que tendría un coste de hasta 369 millones de euros.
La opción tiene unos 9,5 km y dispone de un único túnel de 300 metros bajo El Generalife y un viaducto de 1,5 km. Contaría con 2 calzadas de 2 carriles cada una, y se podría financiar con los Fondos FEDER de la Unión Europea.

## Polémica
La presentación del proyecto estuvo acompañada de una fuerte polémica, y el rechazo por parte de varios grupos de ciudadanos y personas a título individual. Los mayores desencuentros están en la afección medioambiental que tendría la infraestructura, ya que pasa por zonas de gran valor como El Generalife, el valle del río Darro o el cortijo Jesús del Valle.

### Argumentos a favor
La mayor parte de los argumentos a favor los proporcionan las administraciones públicas y los partidos políticos que promovieron el proyecto:
- La Ronda Este supondría un ahorro de distancia para los recorridos entre la A-44 al sur y la A-92 al este de la ciudad
- Los municipios de la Carretera de la Sierra (A-395) y de la Ronda Sur podrán alcanzar la A-92 más rápidamente
- Los vehículos que utilizaran la nueva ronda evitarían el paso por la actual Circunvalación de Granada, reduciendo su congestión en 15.000 vehículos diarios.

### Argumentos en contra
Quienes se muestran en contra son mayoritariamente grupos de ciudadanos, algunos unidos en asamblea. Para ello, exponen varios argumentos en contra:
- El proyecto tendría un alto coste económico.
- El interés del proyecto reside en asociar a él la construcción de nuevos complejos residenciales, que no son necesarios y que aumentarían el tráfico en la zona.
- Los municipios corren el riesgo de convertirse en ciudades dormitorio del área metropolitana de Granada, perdiendo su modo de vida actual.
- Determinaría un espacio de grandes distancias articulado por la autovía sobre la base de áreas monofuncionales (zonificación urbana), donde el desplazamiento a través de transporte motorizado se hace obligatorio, por lo que aumentaría el tráfico y supondría una mayor quema y dependencia de los combustibles fósiles.
- El proyecto tendría una enorme huella ecológica.
- Las zonas afectadas tienen un gran valor ecológico e histórico y deben ser objeto de una protección especial.

A esto se une la alegación del Patronato de la Alhambra, de carácter mucho más técnico, y que puede poner el fin definitivo al desarrollo de la ronda este.